# Liste der Monuments historiques in Lennon (Finistère)
Die Liste der Monuments historiques in Lennon (Finistère) führt die Monuments historiques in der französischen Gemeinde Lennon auf.

## Liste der Bauwerke
| Bezeichnung          | Beschreibung | Standort | Kennzeichnung | Schutzstatus | Datum | Bild           |
| -------------------- | ------------ | -------- | ------------- | ------------ | ----- | -------------- |
| Kapelle Saint-Maudet |              | (Lage)   | PA00090067    | Inscrit      | 1952  | weitere Bilder |

## Liste der Objekte
- Monuments historiques (Objekte) in Lennon in der Base Palissy des französischen Kultusministeriums